# Al-Fateh Saudi Club
L'Al-Fateh Saudi Club (in arabo: نادي الفتح السعودي) è una società di calcio con sede a Al-Hasa in Arabia Saudita ed attualmente milita nella Saudi Professional League.

## Storia
Nella stagione 2012-2013 la squadra vince il suo primo titolo nazionale con due giornate d'anticipo, dopo aver realizzato una stagione quasi perfetta.
Nella stagione 2013-2014 raggiunge la semifinale della Coppa del Principe della Corona saudita.
Nella stagione 2020-2021 raggiunge la semifinale della Coppa del Re dei Campioni.

## Palmarès

### Competizioni nazionali
- Campionato saudita: 1

2012-2013
- Saudi Super Cup:
  - Vincitore (1) : 2013
- Saudi First Division
  - Secondo posto (1) : 2007-2008

- Saudi Second Division
  - Vincitore (2) : 1996-1997, 1998-1999
  - Secondo posto (1) : 2002-2003

## Rosa 2025-2026
Aggiornata al 19 luglio 2025.
| N. |                           | Ruolo | Calciatore         |
| -- | ------------------------- | ----- | ------------------ |
| 4  | Arabia Saudita (bandiera) | D     | Ziyad Al-Jari      |
| 6  | Arabia Saudita (bandiera) | C     | Nayef Masoud       |
| 7  | Marocco (bandiera)        | C     | Amine Sbaï         |
| 9  | Argentina (bandiera)      | A     | Matías Vargas      |
| 13 | Arabia Saudita (bandiera) | D     | Hussain Qasim      |
| 15 | Arabia Saudita (bandiera) | D     | Saeed Baattia      |
| 17 | Marocco (bandiera)        | C     | Marwane Saadane () |
| 28 | Algeria (bandiera)        | C     | Sofiane Bendebka   |
| 29 | Arabia Saudita (bandiera) | A     | Ali Al-Masoud      |
| 31 | Arabia Saudita (bandiera) | P     | Habib Al-Watyan    |
| 33 | Comore (bandiera)         | C     | Zaydou Youssouf    |
| 42 | Arabia Saudita (bandiera) | D     | Ahmed Al-Julaydan  |

| N. |                           | Ruolo | Calciatore           |
| -- | ------------------------- | ----- | -------------------- |
| 44 | Portogallo (bandiera)     | D     | Jorge Fernandes      |
| 48 | Arabia Saudita (bandiera) | P     | Muhannad Al-Yahya    |
| 49 | Arabia Saudita (bandiera) | A     | Saad Al-Sharfa       |
| 70 | Australia (bandiera)      | C     | Jordan Harrison      |
| 82 | Arabia Saudita (bandiera) | D     | Hussain Al-Zarie     |
| 88 | Arabia Saudita (bandiera) | C     | Othman Al-Othman     |
| 94 | Arabia Saudita (bandiera) | C     | Abdullah Al-Anazi    |
| 99 | Brasile (bandiera)        | A     | Matheus Machado      |
|    | Ungheria (bandiera)       | P     | Péter Szappanos      |
|    | Arabia Saudita (bandiera) | A     | Abdullah Al-Mogren   |
|    | Arabia Saudita (bandiera) | C     | Faisal Al-Abdulwahed |
|    | Arabia Saudita (bandiera) | P     | Sattam Al-Subaie     |

## Rosa 2024-2025
Aggiornata al 1° febbraio 2025.
| N. |                           | Ruolo | Calciatore            |
| -- | ------------------------- | ----- | --------------------- |
| 1  | Ungheria (bandiera)       | P     | Péter Szappanos       |
| 4  | Arabia Saudita (bandiera) | D     | Ziyad Al-Jari         |
| 6  | Arabia Saudita (bandiera) | C     | Nayef Masoud          |
| 7  | Marocco (bandiera)        | C     | Amine Sbaï            |
| 10 | Armenia (bandiera)        | C     | Lucas Zelarayán       |
| 11 | Marocco (bandiera)        | C     | Mourad Batna          |
| 12 | Arabia Saudita (bandiera) | D     | Mohammed Al-Kunaydiri |
| 14 | Arabia Saudita (bandiera) | C     | Mohammed Al-Fuhaid () |
| 15 | Arabia Saudita (bandiera) | D     | Saeed Baattia         |
| 17 | Marocco (bandiera)        | C     | Marwane Saadane       |
| 18 | Arabia Saudita (bandiera) | C     | Suhayb Al-Zaid        |
| 21 | Capo Verde (bandiera)     | A     | Djaniny               |
| 24 | Arabia Saudita (bandiera) | D     | Amaar Al-Dohaim       |
| 28 | Algeria (bandiera)        | C     | Sofiane Bendebka      |

| N. |                           | Ruolo | Calciatore           |
| -- | ------------------------- | ----- | -------------------- |
| 29 | Arabia Saudita (bandiera) | A     | Ali Al-Masoud        |
| 42 | Arabia Saudita (bandiera) | D     | Ahmed Al-Julaydan    |
| 55 | Arabia Saudita (bandiera) | P     | Waleed Al-Anzi       |
| 63 | Arabia Saudita (bandiera) | D     | Montadhar Al-Shqaq   |
| 70 | Australia (bandiera)      | C     | Jordan Harrison      |
| 75 | Arabia Saudita (bandiera) | C     | Mehdi Al-Aboud       |
| 77 | Arabia Saudita (bandiera) | C     | Ali Al-Jassem        |
| 80 | Arabia Saudita (bandiera) | C     | Faisal Al-Abdulwahed |
| 82 | Arabia Saudita (bandiera) | D     | Hussain Al-Zarie     |
| 88 | Arabia Saudita (bandiera) | C     | Othman Al-Othman     |
| 94 | Arabia Saudita (bandiera) | C     | Abdullah Al-Anazi    |
|    | Arabia Saudita (bandiera) | P     | Habib Al-Watyan      |
|    | Arabia Saudita (bandiera) | C     | Hussain Al Sahaihi   |
|    | Arabia Saudita (bandiera) | A     | Abdulaziz Al Dabas   |

## Rosa 2023-2024
Aggiornata al 19 maggio 2024.
| N. |                           | Ruolo | Calciatore         |
| -- | ------------------------- | ----- | ------------------ |
| 1  | Svezia (bandiera)         | P     | Jacob Rinne        |
| 2  | Arabia Saudita (bandiera) | D     | Ali Al-Zubaidi     |
| 5  | Arabia Saudita (bandiera) | D     | Fahad Al-Harbi     |
| 7  | Arabia Saudita (bandiera) | C     | Mukhtar Ali        |
| 8  | Arabia Saudita (bandiera) | C     | Housain Al-Mogahwi |
| 9  | Arabia Saudita (bandiera) | A     | Firas Al-Buraikan  |
| 10 | Armenia (bandiera)        | C     | Lucas Zelarayán    |
| 11 | Marocco (bandiera)        | C     | Mourad Batna       |
| 14 | Arabia Saudita (bandiera) | C     | Mohammed Al-Fuhaid |
| 15 | Arabia Saudita (bandiera) | C     | Hassan Abdullah    |
| 16 | Arabia Saudita (bandiera) | C     | Nooh Al-Mousa      |
| 17 | Marocco (bandiera)        | C     | Marwane Saadane    |
| 18 | Arabia Saudita (bandiera) | C     | Hussain Al-Nakhli  |

| N. |                           | Ruolo | Calciatore        |
| -- | ------------------------- | ----- | ----------------- |
| 19 | Arabia Saudita (bandiera) | A     | Mohammed Majrashi |
| 22 | Algeria (bandiera)        | C     | Hillal Soudani    |
| 24 | Arabia Saudita (bandiera) | D     | Amaar Al-Dohaim   |
| 25 | Arabia Saudita (bandiera) | D     | Tawfiq Buhumaid   |
| 26 | Arabia Saudita (bandiera) | C     | Ali Al-Zaqan      |
| 27 | Arabia Saudita (bandiera) | A     | Saeed Al-Dosari   |
| 28 | Algeria (bandiera)        | C     | Sofiane Bendebka  |
| 37 | Spagna (bandiera)         | C     | Cristian Tello    |
| 83 | Arabia Saudita (bandiera) | D     | Salem Al-Najdi    |
| 87 | Arabia Saudita (bandiera) | D     | Qasim Al-Oujami   |
| 88 | Norvegia (bandiera)       | C     | Gustav Wikheim    |
| 91 | Camerun (bandiera)        | C     | Tristan Dingomé   |
| 99 | Arabia Saudita (bandiera) | A     | Hassan Al-Salis   |

## Rosa 2022-2023
Aggiornata al 27 giugno 2023.
| N. |                           | Ruolo | Calciatore         |
| -- | ------------------------- | ----- | ------------------ |
| 1  | Svezia (bandiera)         | P     | Jacob Rinne        |
| 3  | Arabia Saudita (bandiera) | D     | Sadiq Dnh          |
| 5  | Belgio (bandiera)         | D     | Jason Denayer      |
| 6  | Brasile (bandiera)        | C     | Petros             |
| 7  | Arabia Saudita (bandiera) | C     | Ayman Al-Khulaif   |
| 8  | Arabia Saudita (bandiera) | C     | Housain Al-Mogahwi |
| 9  | Arabia Saudita (bandiera) | A     | Firas Al-Buraikan  |
| 10 | Armenia (bandiera)        | C     | Lucas Zelarayán    |
| 11 | Marocco (bandiera)        | C     | Mourad Batna       |
| 14 | Arabia Saudita (bandiera) | C     | Mohammed Al-Fuhaid |
| 15 | Arabia Saudita (bandiera) | C     | Hassan Abdullah    |
| 16 | Arabia Saudita (bandiera) | C     | Nooh Al-Mousa      |
| 17 | Marocco (bandiera)        | C     | Marwane Saadane    |
| 18 | Arabia Saudita (bandiera) | C     | Hussain Al-Nakhli  |

| N. |                           | Ruolo | Calciatore        |
| -- | ------------------------- | ----- | ----------------- |
| 19 | Arabia Saudita (bandiera) | A     | Mohammed Majrashi |
| 22 | Algeria (bandiera)        | C     | Hillal Soudani    |
| 24 | Arabia Saudita (bandiera) | D     | Amaar Al-Dohaim   |
| 25 | Arabia Saudita (bandiera) | D     | Tawfiq Buhumaid   |
| 26 | Arabia Saudita (bandiera) | C     | Ali Al-Zaqan      |
| 27 | Arabia Saudita (bandiera) | A     | Saeed Al-Dosari   |
| 28 | Algeria (bandiera)        | C     | Sofiane Bendebka  |
| 37 | Spagna (bandiera)         | C     | Cristian Tello    |
| 83 | Arabia Saudita (bandiera) | D     | Salem Al-Najdi    |
| 87 | Arabia Saudita (bandiera) | D     | Qasim Al-Oujami   |
| 88 | Norvegia (bandiera)       | C     | Gustav Wikheim    |
| 91 | Camerun (bandiera)        | C     | Tristan Dingomé   |
| 99 | Arabia Saudita (bandiera) | A     | Hassan Al-Salis   |

## Rosa 2021-2022
Aggiornata al 24 febbraio 2022.
| N. |                           | Ruolo | Calciatore          |
| -- | ------------------------- | ----- | ------------------- |
| 1  | Arabia Saudita (bandiera) | P     | Habib Al-Wutaian    |
| 2  | Arabia Saudita (bandiera) | D     | Abdullah Al-Dawsari |
| 3  | Arabia Saudita (bandiera) | D     | Sadiq Dnh           |
| 4  | Spagna (bandiera)         | D     | Fran Vélez          |
| 5  | Marocco (bandiera)        | C     | Marwane Saadane     |
| 7  | Arabia Saudita (bandiera) | C     | Sager Otayf         |
| 8  | Arabia Saudita (bandiera) | A     | Mohamed Al-Dhaw     |
| 9  | Paesi Bassi (bandiera)    | A     | Mitchell te Vrede   |
| 10 | Perù (bandiera)           | C     | Christian Cueva     |
| 11 | Marocco (bandiera)        | C     | Mourad Batna        |
| 12 | Arabia Saudita (bandiera) | C     | Majed Omar Kanabah  |
| 14 | Arabia Saudita (bandiera) | C     | Mohammed Al-Fuhaid  |
| 18 | Arabia Saudita (bandiera) | C     | Hussain Al-Nakhli   |
| 19 | Arabia Saudita (bandiera) | A     | Mohammed Majrashi   |
| 22 | Algeria (bandiera)        | C     | Hillal Soudani      |
| 25 | Arabia Saudita (bandiera) | D     | Tawfiq Buhumaid     |

| N. |                           | Ruolo | Calciatore         |
| -- | ------------------------- | ----- | ------------------ |
| 26 | Arabia Saudita (bandiera) | C     | Ali Al-Zaqan       |
| 27 | Arabia Saudita (bandiera) | A     | Saeed Al-Dosari    |
| 28 | Algeria (bandiera)        | C     | Sofiane Bendebka   |
| 29 | Arabia Saudita (bandiera) | C     | Abdullah Al-Yousef |
| 34 | Arabia Saudita (bandiera) | P     | Mohammad Al-Bariah |
| 35 | Ucraina (bandiera)        | P     | Maksym Koval       |
| 71 | Arabia Saudita (bandiera) | A     | Hussein Al-Jassim  |
| 87 | Arabia Saudita (bandiera) | D     | Qasim Al-Oujami    |
| 88 | Norvegia (bandiera)       | C     | Gustav Wikheim     |
|    | Camerun (bandiera)        | C     | Tristan Dingomé    |
|    | Spagna (bandiera)         | C     | Cristian Tello     |
|    | Brasile (bandiera)        | C     | Petros             |
|    | Arabia Saudita (bandiera) | D     | Fahad Al-Harbi     |
|    | Arabia Saudita (bandiera) | D     | Amaar Al-Dohaim    |
|    | Arabia Saudita (bandiera) | C     | Hasan Al-Habib     |

## Rosa 2020-2021
Aggiornata al 10 febbraio 2021.
| N. |                           | Ruolo | Calciatore          |
| -- | ------------------------- | ----- | ------------------- |
| 1  | Arabia Saudita (bandiera) | P     | Habib Al-Wutaian    |
| 2  | Arabia Saudita (bandiera) | D     | Abdullah Al-Dawsari |
| 3  | Arabia Saudita (bandiera) | D     | Sadiq Dnh           |
| 4  | Spagna (bandiera)         | D     | Fran Vélez          |
| 5  | Marocco (bandiera)        | C     | Marwane Saadane     |
| 7  | Arabia Saudita (bandiera) | C     | Sager Otayf         |
| 8  | Arabia Saudita (bandiera) | A     | Mohamed Al-Dhaw     |
| 9  | Paesi Bassi (bandiera)    | A     | Mitchell te Vrede   |
| 10 | Perù (bandiera)           | C     | Christian Cueva     |
| 11 | Marocco (bandiera)        | C     | Mourad Batna        |
| 12 | Arabia Saudita (bandiera) | C     | Majed Omar Kanabah  |
| 14 | Arabia Saudita (bandiera) | C     | Mohammed Al-Fuhaid  |
| 18 | Arabia Saudita (bandiera) | C     | Hussain Al-Nakhli   |

| N. |                           | Ruolo | Calciatore         |
| -- | ------------------------- | ----- | ------------------ |
| 19 | Arabia Saudita (bandiera) | A     | Mohammed Majrashi  |
| 22 | Algeria (bandiera)        | C     | Hillal Soudani     |
| 25 | Arabia Saudita (bandiera) | D     | Tawfiq Buhumaid    |
| 26 | Arabia Saudita (bandiera) | C     | Ali Al-Zaqan       |
| 27 | Arabia Saudita (bandiera) | A     | Saeed Al-Dosari    |
| 28 | Algeria (bandiera)        | C     | Sofiane Bendebka   |
| 29 | Arabia Saudita (bandiera) | C     | Abdullah Al-Yousef |
| 34 | Arabia Saudita (bandiera) | P     | Mohammad Al-Bariah |
| 35 | Ucraina (bandiera)        | P     | Maksym Koval       |
| 71 | Arabia Saudita (bandiera) | A     | Hussein Al-Jassim  |
| 87 | Arabia Saudita (bandiera) | D     | Qasim Al-Oujami    |
| 88 | Norvegia (bandiera)       | C     | Gustav Wikheim     |

## Rosa 2019-2020
Aggiornata al 20 dicembre 2019.
| N. |                           | Ruolo | Calciatore          |
| -- | ------------------------- | ----- | ------------------- |
| 1  | Arabia Saudita (bandiera) | P     | Habib Al-Wutaian    |
| 2  | Arabia Saudita (bandiera) | D     | Abdullah Al-Dawsari |
| 3  | Arabia Saudita (bandiera) | D     | Sadiq Dnh           |
| 4  | Portogallo (bandiera)     | D     | André Pinto         |
| 5  | Marocco (bandiera)        | C     | Marwane Saadane     |
| 6  | Arabia Saudita (bandiera) | C     | Ali Al-Hassan       |
| 7  | Arabia Saudita (bandiera) | C     | Sager Otayf         |
| 8  | Norvegia (bandiera)       | C     | Gustav Wikheim      |
| 9  | Paesi Bassi (bandiera)    | A     | Mitchell te Vrede   |
| 10 | Arabia Saudita (bandiera) | A     | Mohamed Al-Dhaw     |
| 12 | Arabia Saudita (bandiera) | C     | Majed Omar Kanabah  |
| 14 | Arabia Saudita (bandiera) | C     | Mohammed Al-Fuhaid  |
| 17 | Uruguay (bandiera)        | D     | Matías Aguirregaray |
| 18 | Arabia Saudita (bandiera) | C     | Hussain Al-Nakhli   |

| N. |                           | Ruolo | Calciatore         |
| -- | ------------------------- | ----- | ------------------ |
| 19 | Arabia Saudita (bandiera) | A     | Mohammed Majrashi  |
| 20 | Arabia Saudita (bandiera) | C     | Mohammed Al-Saeed  |
| 22 | Polonia (bandiera)        | C     | Michał Janota      |
| 23 | Arabia Saudita (bandiera) | D     | Abdullah Al-Yousef |
| 25 | Arabia Saudita (bandiera) | D     | Tawfiq Buhumaid    |
| 26 | Arabia Saudita (bandiera) | C     | Ali Al-Zaqan       |
| 27 | Arabia Saudita (bandiera) | A     | Saeed Al-Dosari    |
| 34 | Arabia Saudita (bandiera) | P     | Mohammad Al-Bariah |
| 35 | Ucraina (bandiera)        | P     | Maksym Koval       |
| 66 | Arabia Saudita (bandiera) | D     | Sultan Al-Deayea   |
| 71 | Arabia Saudita (bandiera) | A     | Hussein Al-Jassim  |
| 78 | Arabia Saudita (bandiera) | D     | Ali Al-Oujami      |
| 87 | Arabia Saudita (bandiera) | D     | Qasim Al-Oujami    |

## Allenatori
- Fathi Al-Jabal (ago. 2010-mag. 2014)
- Juan José Maqueda (mag.-ott. 2014)
- Nacif Beyaoui (ott. 2014-mag. 2016)
- Ricardo Sá Pinto (mag. 2016-set. 2016)
- Fathi Al-Jabal (ott. 2016-ott. 2019)
- Yannick Ferrera (ott. 2019-giu. 2022)
- Giōrgos Dōnīs (lug. 2022-lug. 2023)
- Slaven Bilic (lug. 2023-ago. 2024)
- Jens Gustafsson (ago. 2024-)